# Coppa UEFA 1990-1991
La Coppa UEFA 1990-1991 è stata la 20ª edizione dell'omonima competizione. Venne vinta dall'Inter nella doppia finale contro la Roma, al suo primo titolo.

## Formula
Sulla base del ranking UEFA 1989, la Spagna ottenne un 4º posto a discapito dell'Unione Sovietica. La Romania ottenne un 3º posto, cui non ebbero più accesso Scozia, Austria, Francia e Jugoslavia complice la riammissione inglese, che comunque non impedì un 2º posto per la Danimarca.

## Date
| Fase                        | Turno            | Sorteggio                 | Andata                  | Ritorno             |
| --------------------------- | ---------------- | ------------------------- | ----------------------- | ------------------- |
| Fase a eliminazione diretta | Primo turno      | 11 luglio 1990 (Ginevra)  | 18-19-20 settembre 1990 | 2-3 ottobre 1990    |
| Fase a eliminazione diretta | Secondo turno    | 5 ottobre 1990 (Zurigo)   | 23-24 ottobre 1990      | 6-7-8 novembre 1990 |
| Fase a eliminazione diretta | Ottavi di finale | 9 novembre 1990 (Zurigo)  | 28 novembre 1990        | 11-12 dicembre 1990 |
| Fase a eliminazione diretta | Quarti di finale | 18 dicembre 1990 (Zurigo) | 6 marzo 1991            | 20 marzo 1991       |
| Fase a eliminazione diretta | Semifinali       | 22 marzo 1991 (Ginevra)   | 10 aprile 1991          | 24 aprile 1991      |
| Finale                      | Finale           | 8 e 22 maggio 1991        | 8 e 22 maggio 1991      | 8 e 22 maggio 1991  |

## Ranking, composizione gruppi e sorteggio
Il sorteggio del primo turno si tiene giovedì 11 luglio.
Rispetto al passato, viene introdotto un criterio di designazione di teste di serie utilizzato fino agli ottavi di finale.
Tutte le squadre ricevono un coefficente punti determinato in questo modo: numero di punti ottenuti (con bonus per chi arriva ai quarti, semifinali e finale) diviso il numero delle partite giocate.
Il Čornomorec' Odessa viene inviato nella competizione dalla federazione sovietica in sostituzione dello Žalgiris Vilnius, per l'intervenuta secessione della Lituania.
Le squadre partecipanti sono 64. In occasione del sorteggio del primo turno, per il sesto anno consecutivo le squadre vengono divise in otto gruppi, ciascuno con due teste di serie e sei non teste di serie; nel sorteggio del secondo turno, le squadre vengono divise in quattro gruppi, ciascuno con quattro teste di serie e quattro non teste di serie.
|    | Ranking squadre                                              | Punti |
| -- | ------------------------------------------------------------ | ----- |
| 1  | Malines                                                      | 1,826 |
| 2  | Benfica                                                      | 1,586 |
| 3  | Colonia                                                      | 1,535 |
| 4  | Anderlecht                                                   | 1,516 |
| 5  | Eintracht Francoforte                                        | 1,500 |
| 6  | Atlético Madrid                                              | 1,470 |
| 7  | Bordeaux                                                     | 1,454 |
| 8  | Bayer Leverkusen                                             | 1,444 |
| 9  | Torpedo Mosca                                                | 1,416 |
| 10 | Dundee Utd                                                   | 1,400 |
| 11 | Hearts                                                       | 1,366 |
| 12 | Inter                                                        | 1,343 |
| 13 | Real Sociedad, Roda Kerkrade                                 | 1,333 |
| 15 | Valencia, Admira/Wacker                                      | 1,250 |
| 17 | Sporting Lisbona                                             | 1,166 |
| 18 | Brøndby                                                      | 1,142 |
| 19 | Monaco, Vitória Guimarães                                    | 1,125 |
| 21 | Borussia Dortmund                                            | 1,100 |
| 22 | Rapid Vienna                                                 | 1,090 |
| 23 | Dnepro Dnipropetrovsk                                        | 1,062 |
| 24 | Atalanta, Magdeburgo, IFK Norrköping, Iraklis, RoPS, Anversa | 1,000 |
| 30 | FCU Craiova                                                  | 0,900 |
| 31 | Partizan                                                     | 0,888 |
| 32 | Baník Ostrava, Chemnitz, Fenerbahçe, TPS                     | 0,833 |
| 36 | Roma, Čornomorec' Odessa, Dinamo Zagabria, Ferencváros       | 0,750 |
| 40 | Rosenborg                                                    | 0,666 |
| 41 | Katowice                                                     | 0,600 |
| 42 | Omonia                                                       | 0,571 |
| 43 | MTK, Twente, Vejle Boldklub                                  | 0,500 |
| 46 | Derry City, Lucerna, PAOK                                    | 0,250 |
| 49 | sedici squadre a pari merito                                 | 0,000 |

| Gruppo 1              | Gruppo 1              | Gruppo 2       | Gruppo 2           | Gruppo 3       | Gruppo 3           |
| Teste di serie        | Non teste di serie    | Teste di serie | Non teste di serie | Teste di serie | Non teste di serie |
| --------------------- | --------------------- | -------------- | ------------------ | -------------- | ------------------ |
| Eintracht Francoforte | Brøndby               | Malines        | Sporting Lisbona   | Colonia        | Anversa            |
| Hearts                | Dnepro Dnipropetrovsk | Real Sociedad  | Borussia Dortmund  | Dundee Utd     | IFK Norrköping     |
|                       | MTK                   |                | Chemnitz           |                | Ferencváros        |
|                       | Vitesse               |                | Losanna            |                | FH Hafnarfjörður   |
|                       | Derry City            |                | Inter Bratislava   |                | Zagłębie Lubin     |
|                       | Lucerna               |                | Avenir Beggen      |                | Bologna            |

| Gruppo 4       | Gruppo 4           | Gruppo 5         | Gruppo 5           | Gruppo 6       | Gruppo 6           |
| Teste di serie | Non teste di serie | Teste di serie   | Non teste di serie | Teste di serie | Non teste di serie |
| -------------- | ------------------ | ---------------- | ------------------ | -------------- | ------------------ |
| Bordeaux       | Magdeburgo         | Bayer Leverkusen | Vejle Boldklub     | Anderlecht     | Atalanta           |
| Torpedo Mosca  | RoPS               | Admira/Wacker    | Twente             | Valencia       | Iraklis            |
|                | Baník Ostrava      |                  | Čornomorec' Odessa |                | Dinamo Zagabria    |
|                | GAIS               |                  | Rosenborg          |                | Omonia             |
|                | Glenavon           |                  | Katowice           |                | Slavia Sofia       |
|                | Aston Villa        |                  | TPS                |                | Petrolul Ploiești  |

| Gruppo 7       | Gruppo 7           | Gruppo 8        | Gruppo 8           |
| Teste di serie | Non teste di serie | Teste di serie  | Non teste di serie |
| -------------- | ------------------ | --------------- | ------------------ |
| Benfica        | Monaco             | Atlético Madrid | Vitória Guimarães  |
| Roda Kerkrade  | FCU Craiova        | Inter           | Rapid Vienna       |
|                | Roma               |                 | Partizan           |
|                | PAOK               |                 | Fenerbahçe         |
|                | Partizani Tirana   |                 | Hibernians         |
|                | Siviglia           |                 | Timișoara          |

## Trentaduesimi di finale
| Squadra 1             | Totale      | Squadra 2             | Andata | Ritorno         |
| --------------------- | ----------- | --------------------- | ------ | --------------- |
| Magdeburgo            | 1 - 0       | RoPS                  | 0 - 0  | 1 - 0           |
| Roma                  | 2 - 0       | Benfica               | 1 - 0  | 1 - 0           |
| Aston Villa           | 5 - 2       | Baník Ostrava         | 3 - 1  | 2 - 1           |
| Atalanta              | 1 - 1 (gfc) | Dinamo Zagabria       | 0 - 0  | 1 - 1           |
| Bayer Leverkusen      | 2 - 1       | Twente                | 1 - 0  | 1 - 1 (dts)     |
| Borussia Dortmund     | 4 - 0       | Chemnitz              | 2 - 0  | 2 - 0           |
| Brøndby               | 6 - 4       | Eintracht Francoforte | 5 - 0  | 1 - 4           |
| Derry City            | 0 - 1       | Vitesse               | 0 - 1  | 0 - 0           |
| Avenir Beggen         | 2 - 6       | Inter Bratislava      | 2 - 1  | 0 - 5           |
| Čornomorec' Odessa    | 4 - 3       | Rosenborg             | 3 - 1  | 1 - 2           |
| Dnepro Dnipropetrovsk | 2 - 4       | Hearts                | 1 - 1  | 1 - 3           |
| Torpedo Mosca         | 5 - 3       | GAIS                  | 4 - 1  | 1 - 2           |
| Timișoara             | 2 - 1       | Atlético Madrid       | 2 - 0  | 0 - 1           |
| Fenerbahçe            | 6 - 2       | Vitória Guimarães     | 3 - 0  | 3 - 2           |
| FH Hafnarfjörður      | 3 - 5       | Dundee Utd            | 1 - 3  | 2 - 2           |
| Katowice              | 4 - 0       | TPS                   | 3 - 0  | 1 - 0           |
| Glenavon              | 0 - 2       | Bordeaux              | 0 - 0  | 0 - 2           |
| Hibernians            | 0 - 5       | Partizan              | 0 - 3  | 0 - 2           |
| IFK Norrköping        | 1 - 3       | Colonia               | 0 - 0  | 1 - 3           |
| Iraklis               | 0 - 2       | Valencia              | 0 - 0  | 0 - 2 (dts)     |
| Partizani Tirana      | 0 - 2       | FCU Craiova           | 0 - 1  | 0 - 1           |
| Losanna               | 3 - 3 (gfc) | Real Sociedad         | 3 - 2  | 0 - 1           |
| MTK                   | 2 - 3       | Lucerna               | 1 - 1  | 1 - 2           |
| Slavia Sofia          | 4 - 5       | Omonia                | 2 - 1  | 2 - 4 (dts)     |
| Anversa               | 1 - 3       | Ferencváros           | 0 - 0  | 1 - 3 (dts)     |
| Anderlecht            | 4 - 0       | Petrolul Ploiești     | 2 - 0  | 2 - 0           |
| Roda Kerkrade         | 2 - 6       | Monaco                | 1 - 3  | 1 - 3           |
| Siviglia              | 0 - 0       | PAOK                  | 0 - 0  | 0 - 0 (4-3 dtr) |
| Rapid Vienna          | 3 - 4       | Inter                 | 2 - 1  | 1 - 3 (dts)     |
| Sporting Lisbona      | 3 - 2       | Malines               | 1 - 0  | 2 - 2           |
| Vejle Boldklub        | 0 - 4       | Admira/Wacker         | 0 - 1  | 0 - 3           |
| Zagłębie Lubin        | 0 - 2       | Bologna               | 0 - 1  | 0 - 1           |

## Composizione gruppi per sorteggio del secondo turno
Il sorteggio del secondo turno si tiene venerdì 5 ottobre. Le squadre vengono suddivise in quattro gruppi, ognuno dei quali ha quattro teste di serie e quattro non teste di serie.
| Gruppo 1         | Gruppo 1           | Gruppo 2         | Gruppo 2           | Gruppo 3          | Gruppo 3           |
| Teste di serie   | Non teste di serie | Teste di serie   | Non teste di serie | Teste di serie    | Non teste di serie |
| ---------------- | ------------------ | ---------------- | ------------------ | ----------------- | ------------------ |
| Hearts           | Ferencváros        | Bordeaux         | Magdeburgo         | Anderlecht        | Roma               |
| Brøndby          | Katowice           | Real Sociedad    | Partizan           | Valencia          | Omonia             |
| Bayer Leverkusen | Bologna            | Sporting Lisbona | Fenerbahçe         | Monaco            | Čornomorec' Odessa |
| Admira/Wacker    | Lucerna            | Atalanta         | Timișoara          | Borussia Dortmund | FCU Craiova        |

| Gruppo 4       | Gruppo 4           |
| Teste di serie | Non teste di serie |
| -------------- | ------------------ |
| Inter          | Vitesse            |
| Torpedo Mosca  | Inter Bratislava   |
| Dundee Utd     | Siviglia           |
| Colonia        | Aston Villa        |

## Sedicesimi di finale
| Squadra 1          | Totale | Squadra 2         | Andata | Ritorno         |
| ------------------ | ------ | ----------------- | ------ | --------------- |
| Colonia            | 2 - 1  | Inter Bratislava  | 0 - 1  | 2 - 0           |
| Magdeburgo         | 0 - 2  | Bordeaux          | 0 - 1  | 0 - 1           |
| Omonia             | 1 - 4  | Anderlecht        | 1 - 1  | 0 - 3           |
| Aston Villa        | 2 - 3  | Inter             | 2 - 0  | 0 - 3           |
| Brøndby            | 4 - 0  | Ferencváros       | 3 - 0  | 1 - 0           |
| Čornomorec' Odessa | 0 - 1  | Monaco            | 0 - 0  | 0 - 1           |
| Lucerna            | 1 - 2  | Admira/Wacker     | 0 - 1  | 1 - 1           |
| Torpedo Mosca      | 4 - 3  | Siviglia          | 3 - 1  | 1 - 2           |
| FCU Craiova        | 0 - 4  | Borussia Dortmund | 0 - 3  | 0 - 1           |
| Fenerbahçe         | 1 - 5  | Atalanta          | 0 - 1  | 1 - 4           |
| GKS Katowice       | 1 - 6  | Bayer Leverkusen  | 1 - 2  | 0 - 4           |
| Hearts             | 3 - 4  | Bologna           | 3 - 1  | 0 - 3           |
| Real Sociedad      | 1 - 1  | Partizan          | 1 - 0  | 0 - 1 (4-5 dtr) |
| Sporting Lisbona   | 7 - 2  | Timișoara         | 7 - 0  | 0 - 2           |
| Valencia           | 2 - 3  | Roma              | 1 - 1  | 1 - 2           |
| Vitesse Arnhem     | 5 - 0  | Dundee Utd        | 1 - 0  | 4 - 0           |

## Sorteggio ottavi di finale
Il sorteggio degli ottavi di finale si tiene venerdì 5 ottobre. Le sedici squadre in gara vengono suddivise in due gruppi secondo il ranking (otto teste di serie e otto non teste di serie).

## Ottavi di finale
| Squadra 1      | Totale      | Squadra 2         | Andata | Ritorno         |
| -------------- | ----------- | ----------------- | ------ | --------------- |
| Colonia        | 1 - 2       | Atalanta          | 1 - 1  | 0 - 1           |
| Roma           | 7 - 0       | Bordeaux          | 5 - 0  | 2 - 0           |
| Brøndby        | 3 - 0       | Bayer Leverkusen  | 3 - 0  | 0 - 0           |
| Torpedo Mosca  | 4 - 2       | Monaco            | 2 - 1  | 2 - 1           |
| Inter          | 4 - 1       | Partizan          | 3 - 0  | 1 - 1           |
| Anderlecht     | 2 - 2 (gfc) | Borussia Dortmund | 1 - 0  | 1 - 2           |
| Admira/Wacker  | 3 - 3 (gfc) | Bologna           | 3 - 0  | 0 - 3 (5-6 dtr) |
| Vitesse Arnhem | 1 - 4       | Sporting Lisbona  | 0 - 2  | 1 - 2           |

## Quarti di finale
| Squadra 1 | Totale | Squadra 2        | Andata | Ritorno         |
| --------- | ------ | ---------------- | ------ | --------------- |
| Roma      | 6 - 2  | Anderlecht       | 3 - 0  | 3 - 2           |
| Atalanta  | 0 - 2  | Inter            | 0 - 0  | 0 - 2           |
| Bologna   | 1 - 3  | Sporting Lisbona | 1 - 1  | 0 - 2           |
| Brøndby   | 1 - 1  | Torpedo Mosca    | 1 - 0  | 0 - 1 (4-2 dtr) |

## Semifinali
| Squadra 1        | Totale | Squadra 2 | Andata | Ritorno |
| ---------------- | ------ | --------- | ------ | ------- |
| Brøndby          | 1 - 2  | Roma      | 0 - 0  | 1 - 2   |
| Sporting Lisbona | 0 - 2  | Inter     | 0 - 0  | 0 - 2   |

## Finale
| Squadra 1 | Totale | Squadra 2 | Andata | Ritorno |
| --------- | ------ | --------- | ------ | ------- |
| Inter     | 2 - 1  | Roma      | 2 - 0  | 0 - 1   |

### Gara d'andata
| Arbitro: | Aleksej Spirin |

|                               |           |  |
| Matthäus 55’ (rig.) Berti 67’ | Marcatori |  |

| Inter | Roma |

| Inter               |    |                      |
|                     |    |                      |
| POR                 | 1  | Walter Zenga         |
| LIB                 | 2  | Giuseppe Bergomi (c) |
| TS                  | 3  | Andreas Brehme       |
| MED                 | 4  | Sergio Battistini    |
| DC                  | 5  | Riccardo Ferri       |
| TD                  | 6  | Antonio Paganin 65'  |
| CLD                 | 7  | Alessandro Bianchi   |
| CC                  | 8  | Nicola Berti         |
| CC                  | 10 | Lothar Matthäus      |
| ATT                 | 9  | Jürgen Klinsmann     |
| ATT                 | 11 | Aldo Serena 90'      |
| Sostituzioni:       |    |                      |
| D                   | 14 | Giuseppe Baresi 65'  |
| C                   | 16 | Fausto Pizzi 90'     |
| Allenatore:         |    |                      |
| Giovanni Trapattoni |    |                      |

| Roma            |    |                       |
|                 |    |                       |
| POR             | 1  | Giovanni Cervone      |
| DIF             | 2  | Antonio Tempestilli   |
| DIF             | 3  | Sebastiano Nela       |
| DIF             | 4  | Thomas Berthold       |
| DIF             | 5  | Aldair 72'            |
| DIF             | 6  | Antonio Comi 75'      |
| CEN             | 7  | Manuel Gerolin        |
| CEN             | 8  | Fabrizio Di Mauro     |
| CEN             | 10 | Giuseppe Giannini (c) |
| ATT             | 9  | Rudi Völler           |
| ATT             | 11 | Ruggiero Rizzitelli   |
| Sostituzioni:   |    |                       |
| D               | 13 | Amedeo Carboni 72'    |
| A               | 16 | Roberto Muzzi 75'     |
| Allenatore:     |    |                       |
| Ottavio Bianchi |    |                       |

### Gara di ritorno
| Arbitro: | Joël Quiniou |

|                |           |  |
| Rizzitelli 81’ | Marcatori |  |

| Roma | Inter |

| Roma            |    |                         |
|                 |    |                         |
| POR             | 1  | Giovanni Cervone        |
| DIF             | 2  | Antonio Tempestilli 57' |
| DIF             | 6  | Sebastiano Nela         |
| DIF             | 3  | Thomas Berthold         |
| DIF             | 5  | Aldair                  |
| DIF             | 7  | Stefano Desideri 69'    |
| CEN             | 4  | Manuel Gerolin          |
| CEN             | 8  | Fabrizio Di Mauro       |
| CEN             | 10 | Giuseppe Giannini (c)   |
| ATT             | 9  | Rudi Völler             |
| ATT             | 11 | Ruggiero Rizzitelli     |
| Sostituzioni:   |    |                         |
| D               | 15 | Fausto Salsano 57'      |
| A               | 16 | Roberto Muzzi 69'       |
| Allenatore:     |    |                         |
| Ottavio Bianchi |    |                         |

| Inter               |    |                       |
|                     |    |                       |
| POR                 | 1  | Walter Zenga          |
| LIB                 | 2  | Giuseppe Bergomi (c)  |
| TS                  | 3  | Andreas Brehme        |
| MED                 | 4  | Sergio Battistini     |
| DC                  | 5  | Riccardo Ferri        |
| TD                  | 6  | Antonio Paganin       |
| CLD                 | 7  | Alessandro Bianchi    |
| CEN                 | 8  | Nicola Berti          |
| CEN                 | 10 | Lothar Matthäus       |
| CLS                 | 11 | Fausto Pizzi 67'      |
| ATT                 | 9  | Jürgen Klinsmann      |
| Sostituzioni:       |    |                       |
| D                   | 14 | Andrea Mandorlini 67' |
| Allenatore:         |    |                       |
| Giovanni Trapattoni |    |                       |

## Classifica marcatori
| Gol |  |  | Giocatore                | Squadra           |
| --- |  |  | ------------------------ | ----------------- |
| 10  |  |  | Rudi Völler              | Roma              |
| 6   |  |  | Lothar Matthäus          | Inter             |
|     |  |  | Jorge Cadete             | Sporting Lisbona  |
|     |  |  | Jurij Tiškov             | Torpedo Mosca     |
| 5   |  |  | Bent Christensen Arensøe | Brøndby           |
|     |  |  | Fernando Gomes           | Sporting Lisbona  |
| 4   |  |  | Nicola Berti             | Inter             |
| 3   |  |  | Frank Mill               | Borussia Dortmund |
|     |  |  | Giuseppe Giannini        | Roma              |
|     |  |  | George Weah              | Monaco            |
|     |  |  | Ruggiero Rizzitelli      | Roma              |
|     |  |  | John Robertson           | Hearts            |
|     |  |  | Luc Nilis                | Anderlecht        |
|     |  |  | Goran Stevanović         | Partizan          |
|     |  |  | Jürgen Klinsmann         | Inter             |
|     |  |  | Gérald Passi             | Monaco            |
|     |  |  | Michael Binder           | Admira/Wacker     |
|     |  |  | Eligio Nicolini          | Atalanta          |
|     |  |  | Jean-Marc Ferreri        | Bordeaux          |